# 経略使 (北京政府)
経略使(けいりゃくし、中国語: 经略使)とは、中華民国北洋政府で地区ごとに設置された軍政関連の職である。

## 経略使
経略使には以下の種類があった。

### 川辺経略使
- 尹昌衡 (1913年6月13日－1914年1月13日)

### 川粤湘贛四省経略使
- 曹錕 (1918年6月20日－1920年8月20日) のちに直魯豫巡閲使へ変更

### 蒙疆経略使
- 張作霖 (1921年5月30日－1922年5月10日)

※熱河都統、八旗察哈爾、綏遠都統などを統制した。